# Ланча Ламбда
Ланча Ламбда е най-успешният модел на италианския производител Ланча до Втората световна война.

## История
След модели като Ланча Алфа, Ланча Бета и Ланча Гама, които утвърждават авторитета на производителя от Торино самият Винченцо Ланча е основният инициатор за създаване на подобен автомобил – революционен за марката. Започва разработката на модел върху удължена платформа на предишния модел Ланча Каппа. Моделът е завършен през 1922 г., но остават допълнителни тестове преди окончателното му пускане. След представянето на модела две години по-късно се състои парад на десетки автомобили Ланча, за да се демонстрира качеството и стила му пред гражданите и заможните купувачи.
Четирицилиндровият двигател довежда до революция, като е първият 4-цилиндров V-образен двигател със стеснен ъгъл на клапана. Друга иновация са алуминиевите части на двигателя.
За първи път Ланча Ламбда е автомобил, шасито на който е независимо от охлаждането.

### Първа серия
Началото и е поставено през 1923 г., като приключва същата година. В конструкционно отношение моделът е произведен с нова рамка за разпределение на теглото между предния и задния мост.

### Спорт
Ланча Ламбда участва в междуградски състезания, различни туристически състезания в други европейски страни. Ламбда участва в легендарното италианско състезание Миле Миля(Хиляда мили). Моделът мери сили със спортни модели на Фиат, Алфа Ромео, Бугати, Мерцедес-Бенц и други.